# رافنه ناد كروشكيم
رافنه ناد كروشكيم (بالإنجليزية: Ravne na Koroškem)‏ هي مستوطنة تقع في سلوفينيا في Carinthia, Slovenia.[بحاجة لمصدر] يقدر عدد سكانها بـ 6,897 نسمة وترتفع عن سطح البحر 410 متر.

## معرض صور

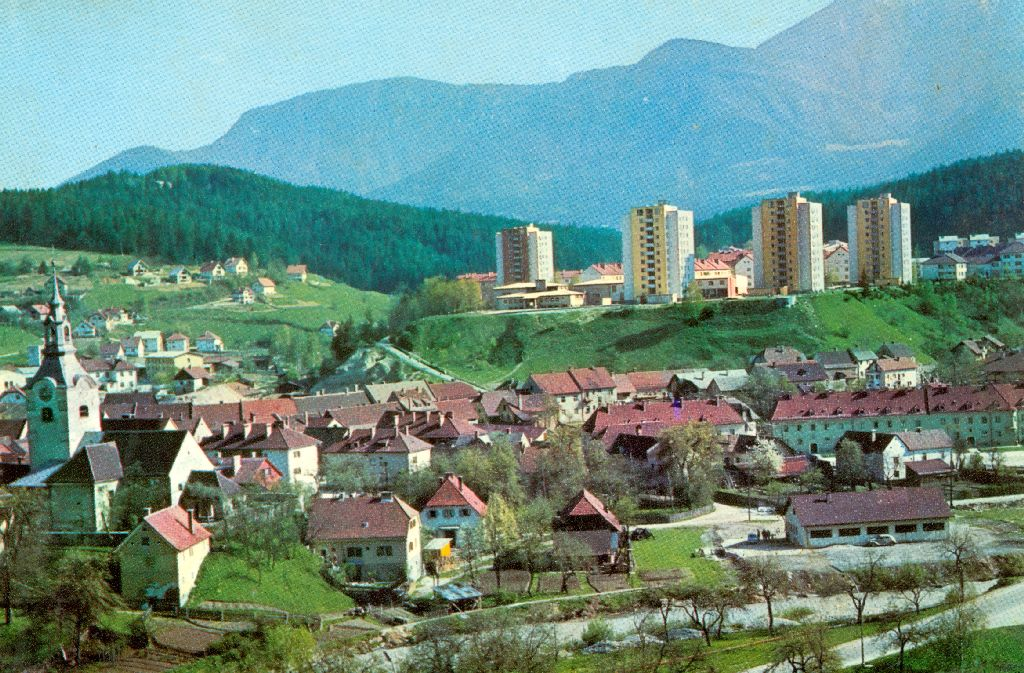
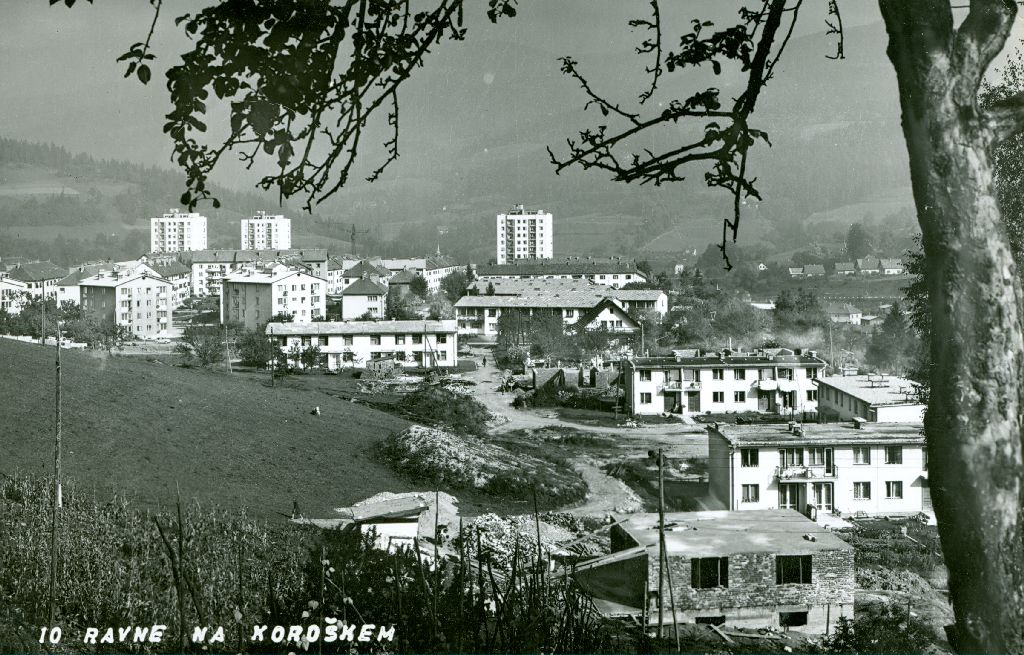
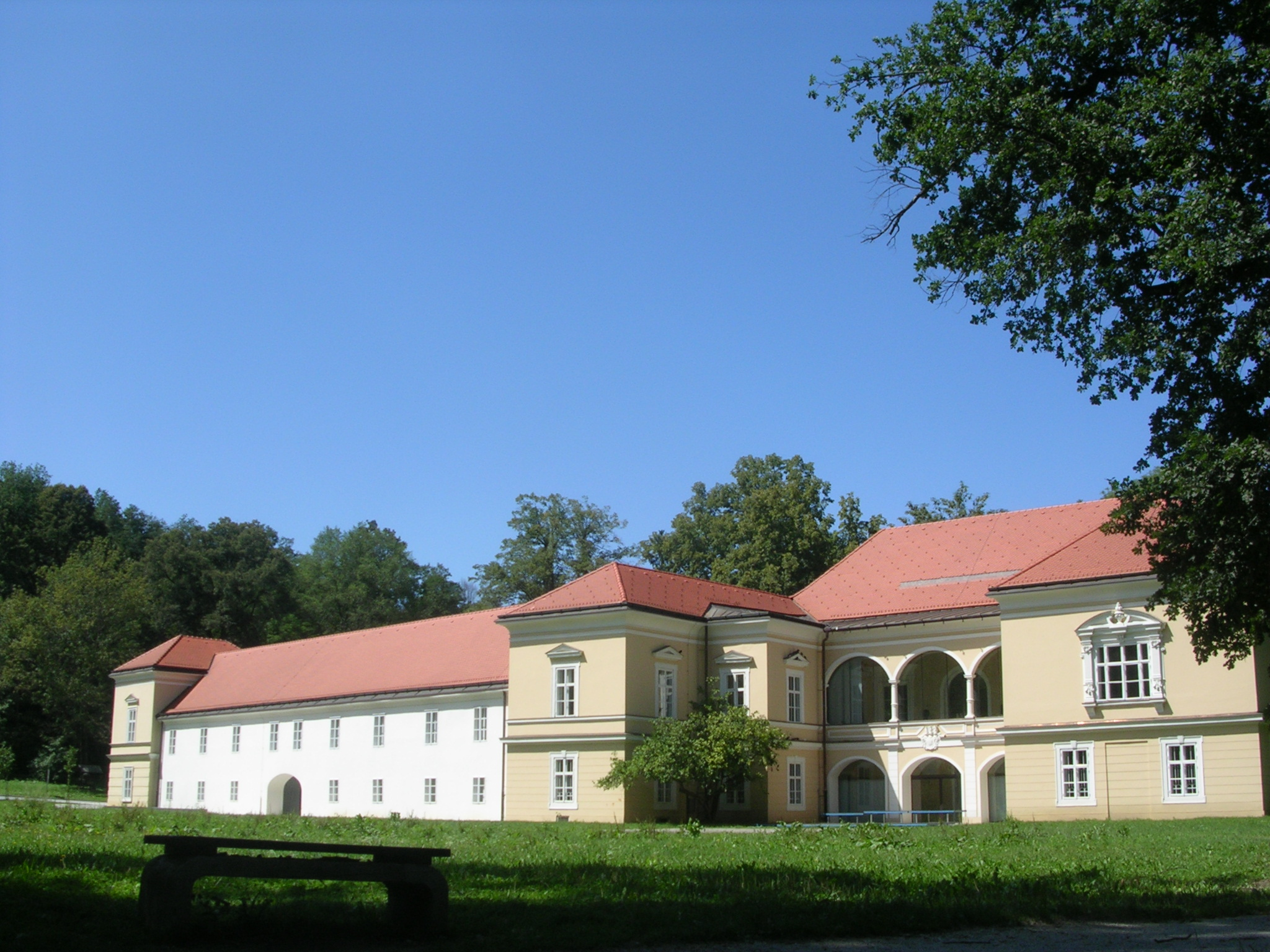
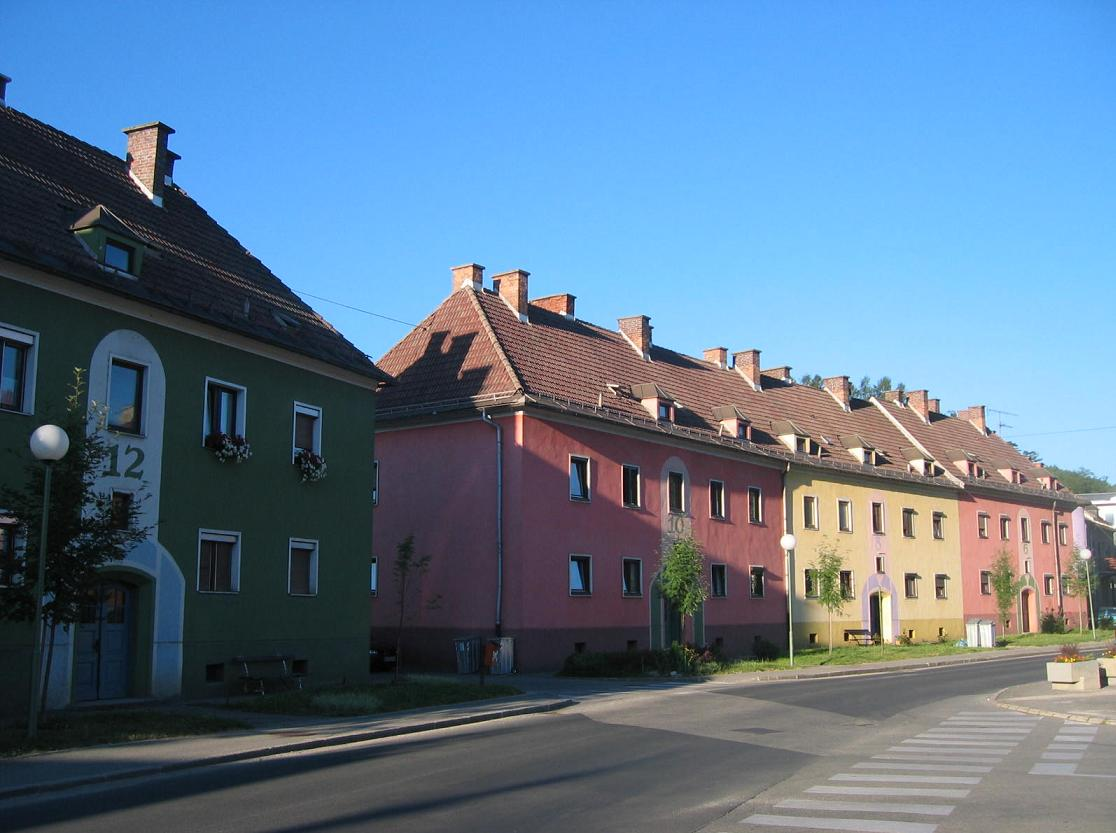